# PinOut
PinOut est un jeu vidéo de flipper développé et édité par Mediocre, sorti en 2016 sur iOS et Android.

## Système de jeu
Le joueur doit progresser sur des tables de flipper s’enchaînant à l'infini dans un univers visuel fluorescent.

## Accueil
- Canard PC : 8/10[1]
- TouchArcade : 4/5[2]